# ウッドランド・ウェリントンFC
ウッドランド・ウェリントン（Woodlands Wellington Football Club）はかつてSリーグに参加していたシンガポールのサッカークラブである。

## 概要
2015年にホウガン・ユナイテッドFCと合併して消滅した。

## タイトル
- シンガポールリーグカップ：1回
  - 2007

## リーグ順位
- 1996
  - ファーストシリーズ:2位
  - セカンドシリーズ:4位
- 1997:3位
- 1998:9位
- 1999:9位
- 2000:10位
- 2001:12位
- 2002:5位
- 2003:5位
- 2004:6位
- 2005:3位
- 2006:5位
- 2007:7位

## クラブスポンサー
- メインスポンサー

SembCorp
- ユニフォームスポンサー

ディアドラ

## 歴代所属選手
- 伊藤壇 2001
- 中村彰宏 2006-2008
- 吉野一基 2010
- 小林史八 2011